# Montgé-en-Goële
Montgé-en-Goële – miejscowość i gmina we Francji, w regionie Île-de-France, w departamencie Sekwana i Marna.
Według danych na rok 1990 gminę zamieszkiwały 584 osoby, a gęstość zaludnienia wynosiła 51 osób/km² (wśród 1287 gmin regionu Île-de-France Montgé-en-Goële plasuje się na 765. miejscu pod względem liczby ludności, natomiast pod względem powierzchni na miejscu 305.).